# 水郡線
水郡線（すいぐんせん）は、茨城県水戸市の水戸駅から福島県郡山市の安積永盛駅までと、茨城県那珂市の上菅谷駅で分岐して同県常陸太田市の常陸太田駅までを結ぶ、東日本旅客鉄道（JR東日本）の鉄道路線（地方交通線）である。奥久慈清流ラインという愛称が付けられている。
水戸と郡山を結ぶことから両者の頭文字をとって水郡線と名付けられている。線路名称上は安積永盛駅が終点だが、同駅で折り返す列車はなく、福島県側の全列車が東北本線経由で郡山駅まで直通運転している。

## 路線データ
- 路線距離（営業キロ）：
  - 水戸駅 - 安積永盛駅間：137.5 km[1][2]
  - 上菅谷駅 - 常陸太田駅間：9.5 km[1][2]
- 軌間：1,067 mm
- 駅数：45（起終点駅含む。支線は上菅谷駅除く）
  - 水郡線所属駅に限定した場合、起終点駅（水戸駅は常磐線、安積永盛駅は東北本線の所属[5]）が除外され、43駅となる。
- 複線区間：なし（全線単線）
- 電化区間：なし（全線非電化）
- 閉塞方式：特殊自動閉塞式（軌道回路検知式）
- 保安装置：
  - ATS-Ps（水戸駅、安積永盛駅構内）
  - ATS-SN
- 最高速度：
  - 水戸駅 - 常陸大子駅間：95 km/h
  - 常陸大子駅 - 安積永盛駅間、上菅谷駅 - 常陸太田駅間（支線）：85 km/h
- 運転指令所：水戸総合指令室 (CTC)
  - 運転取扱駅（駅が信号を制御）：水戸駅
  - 準運転取扱駅（入換時は駅が信号を制御）：西金駅・常陸大子駅
- 車両基地：水郡線統括センター（常陸大子駅隣接）
- IC乗車カード対応区間：
  - Suica首都圏エリア：上菅谷駅・常陸大宮駅・常陸大子駅・常陸太田駅のみ利用可能。

2014年（平成26年）4月1日から、水戸駅 - 常陸大子駅間・上菅谷駅 - 常陸太田駅間が旅客営業規則の定める大都市近郊区間の「東京近郊区間」に含まれている。また、水戸駅・上菅谷駅・常陸大宮駅・常陸大子駅・常陸太田駅がIC乗車カード「Suica」（相互利用可能なICカードを含む）一部利用可能駅となっており、これらの駅の相互間、またはこれらの駅と水戸駅以遠のSuicaエリアの駅との相互間で利用できる。ただし線内区間を含むSuica定期券の発売は行っておらず、また安積永盛駅方面へのエリアを跨ぐ利用もできない。
安積永盛駅を除き東日本旅客鉄道水戸支社の管轄である。安積永盛駅は同社東北本部の管轄であり、磐城守山駅 - 安積永盛駅間（水戸駅起点135 km地点。阿武隈川を挟んで東側）に支社境界がある。
水戸駅と安積永盛駅、それに直通運転先の郡山駅を除く線内全駅にトレインロケーションシステム「おしらせくん」が設置されている。

## 歴史

### 太田馬車鉄道
- 1892年（明治25年）7月 太田馬車鉄道に対し、水戸 - 太田（現在の常陸太田市）間への軌道敷設が許可。
  - 馬車軌道として計画された。当初は馬車軌道を水戸駅 - 南町 - 菅谷 - 額田 - 太田（国道349号旧道）に沿って敷設予定であった。その後、太田馬車鉄道は「太田鉄道」と改称し、動力も蒸気へ変更して鉄道敷設に変更された[6]。

### 太田鉄道→水戸鉄道（2代）
- 1897年（明治30年）11月16日：太田鉄道の水戸駅 - 久慈川駅間が開業、青柳・下菅谷・上菅谷・額田・久慈川の各駅を新設[7]。
  - 太田地域の商人による共同出資で設立。その後、水戸藩出身の代議士・小山田信蔵が経営に携わり一時は日本鉄道との合併を画策するも頓挫。工事も久慈川を渡る橋梁の工事に着手できず、却って経営の不振を招いた。
- 1899年（明治32年）
  - 4月1日：久慈川駅 - 太田駅間を延伸開業、太田駅を新設[8]。
  - 4月17日：久慈川駅を一般駅から貨物駅に変更[9]。
  - 5月11日：（貨）久慈川駅を廃止[9]。
  - 9月7日：河合駅を新設。
- 1901年（明治34年）10月21日：太田鉄道が水戸鉄道（2代）に事業を譲渡[10]。
  - 太田鉄道の債務不履行に業を煮やした十五銀行が、差し押さえを実行。株主間の裁判による紛争を経て十五銀行が新たに水戸鉄道を設立、太田鉄道の設備と営業を買収した。その後、水戸鉄道は安田財閥に営業権が移る。
- 1918年（大正7年）
  - 6月12日：上菅谷駅 - 瓜連駅間が延伸開業、常陸鴻巣駅と瓜連駅を新設[11]。
  - 10月23日：瓜連駅 - 常陸大宮駅間を延伸開業、常陸大宮駅を新設[12]。
- 1919年（大正8年）2月1日：静駅を新設。

### 大郡線→水郡線→水郡南線
- 1922年（大正11年）12月10日：大郡線の常陸大宮駅 - 山方宿駅間が開業、玉川村駅と山方宿駅を新設[13]。
- 1925年（大正14年）8月15日：山方宿駅 - 上小川駅間を延伸開業、上小川駅を新設[14]。
- 1926年（大正15年）3月21日：西金駅を新設。
- 1927年（昭和2年）
  - 3月10日：上小川駅 - 常陸大子駅間を延伸開業、袋田駅と常陸大子駅を新設[15]。
  - 12月1日：水戸鉄道が買収され国有化。大郡線を編入して水戸駅 - 常陸大子駅間および上菅谷駅 - 常陸太田駅間を水郡線とする[16]。青柳駅を常陸青柳駅に、太田駅を常陸太田駅に改称。機関車6両、客車21両、貨車44両を引き継ぐ[17]。
- 1929年（昭和4年）5月10日：水郡北線開業に伴い水郡線を水郡南線に線名改称[18]。
- 1930年（昭和5年）4月16日：常陸大子駅 - 東館駅間を延伸開業、下野宮駅と東館駅を新設[19]。
- 1931年（昭和6年）10月10日：東館駅 - 磐城塙駅間を延伸開業、磐城石井駅と磐城塙駅を新設[20]。
- 1932年（昭和7年）
  - 4月2日：矢祭山仮乗降場を新設。
  - 11月11日：磐城塙駅 - 磐城棚倉駅間を延伸開業、近津駅と磐城棚倉駅を新設（白棚鉄道の既設駅に乗り入れ）[21]。
- 1934年（昭和9年）5月11日：水戸駅 - 常陸大宮駅、上菅谷駅 - 常陸太田駅間で気動車運転開始[22]。

### 水郡北線
- 1929年（昭和4年）5月10日：水郡北線として笹川駅 - 谷田川駅間を開業、磐城守山駅と谷田川駅を新設[23]。
- 1931年（昭和6年）10月30日：谷田川駅 - 川東駅間を延伸開業、川東駅を新設[24]、笹川駅を安積永盛駅に改称[25]。

### 全通後
- 1934年（昭和9年）12月4日：磐城棚倉駅 - 川東駅間を延伸開業[26][27]し全通[28]。水郡南線・水郡北線をあわせて水郡線と改称[29]、磐城浅川・里白石・磐城石川・野木沢・泉郷の各駅を新設[26]。
- 1935年（昭和10年）9月1日：常陸津田・後台・中菅谷・常陸中里・常陸村田・常陸酒出・佐竹の各駅を新設[30]。
- 1937年（昭和12年）3月27日：矢祭山仮乗降場を仮停車場に改める。
- 1939年（昭和14年）11月15日：矢祭山仮停車場を駅に改める。
- 1941年（昭和16年）8月10日：常陸中里駅と常陸村田駅を休止。
- 1952年（昭和27年）5月1日：小塩江駅を新設。
- 1953年（昭和28年）2月1日：常陸酒出駅を南酒出駅に改称。
- 1954年（昭和29年）10月21日：佐竹駅を谷河原駅に改称。
- 1955年（昭和30年）12月1日：気動車の運行を開始[新聞 1]。
- 1956年（昭和31年）11月19日：野上原駅と中舟生駅を新設。
- 1957年（昭和32年）8月1日：南石井駅を新設。
- 1958年（昭和33年）2月1日：中豊駅を新設。
- 1959年（昭和34年）
  - 6月1日：川辺沖駅を新設。
  - 11月1日：旅客列車を全て無煙化[新聞 2]。
- 1966年（昭和41年）
  - 1月24日：常陸青柳駅 - 下菅谷駅が腕木式信号機から色灯式信号機に変更される[新聞 3]。
  - 2月6日：全線で色灯式信号機に変更される[新聞 3]。
- 1982年（昭和57年）10月1日：上菅谷駅 - 常陸太田駅間の貨物営業を廃止[31]。
- 1983年（昭和58年）6月1日：全線で列車集中制御装置 (CTC) 使用開始。
- 1987年（昭和62年）4月1日：水戸駅 - 安積永盛駅間の貨物営業を廃止、国鉄分割民営化に伴い東日本旅客鉄道（JR東日本）が承継。
- 1992年（平成4年）
  - 3月1日：水郡線営業所が発足[新聞 4]。
  - 3月14日：キハ110系の運行を開始し、キハ40系など在来型気動車の水戸駅 ‐ 常陸大子駅間における運行が終了する[32]。ワンマン運転開始[33]。
- 2007年（平成19年）
  - 1月19日：キハE130系運行開始。
  - 9月12日：キハ110系運用終了。翌9月13日より全列車がキハE130系での運用になる。
- 2011年（平成23年）
  - 3月11日：東北地方太平洋沖地震（東日本大震災）の影響で線路などの施設が被害を受け、全線不通となる[新聞 5]。
  - 4月11日：常陸青柳駅 - 安積永盛駅間、上菅谷駅 - 常陸太田駅間で運行再開。
  - 4月15日：水戸駅 - 常陸青柳駅間で運行再開。那珂川新橋梁供用開始。
  - 7月16日：水郡線利用促進会議などにより愛称が「奥久慈清流ライン」に決まる[新聞 6][4]。
- 2014年（平成26年）
  - 4月1日：水戸駅 - 常陸大子駅・常陸太田駅間が東京近郊区間に編入される。同時に、同区間内の有人駅（上菅谷、常陸太田、常陸大宮、常陸大子の各駅）相互間においてSuicaが利用可能となる。
  - 10月26日：川東駅の2番線が使用中止となり同駅での列車交換が不可になる。
  - 12月21日：磐城浅川駅の2番線が使用中止となり同駅での列車交換が不可になる。
- 2015年（平成27年）12月：CTC装置がPRC（自動進路制御装置）化される。
- 2019年（令和元年）
  - 10月13日：令和元年東日本台風（台風19号）の影響で袋田駅 - 常陸大子駅間の第六久慈川橋が落橋、磐城浅川駅 - 里白石駅間の第二社川橋が流出したことにより、全線不通となる[報道 2][新聞 7]。
  - 10月15日：運転を見合わせていた、水戸駅 - 常陸大宮駅間及び支線の上菅谷駅 - 常陸太田駅間が始発より運転再開[新聞 8]。
  - 10月16日：常陸大宮駅 - 常陸大子駅間で臨時バス運行開始[新聞 9]。
  - 10月21日：10月31日までの平日に限り、東館駅 - 郡山駅間で臨時バス運行開始[新聞 10]。
  - 11月1日：常陸大宮駅 - 西金駅間及び常陸大子駅 - 安積永盛駅間で運行再開[報道 3][新聞 11][新聞 10]。また、西金駅 - 常陸大子駅間で代行バス運行開始[報道 3]。
  - 11月15日：西金駅 - 常陸大子駅間の運転再開には1年以上かかる見通しをJR東日本水戸支社が表明[新聞 12]。
- 2020年（令和2年）7月4日：西金駅 - 袋田駅間で運転再開。袋田駅 - 常陸大子駅間は上小川駅で乗り換える形でバス代行を実施[報道 4][新聞 13]。
- 2021年（令和3年）
  - 3月27日：袋田駅 - 常陸大子駅間復旧により、全線で運転再開[報道 5][報道 6][新聞 14]。当初は、同年夏頃に運転再開予定であった[報道 7]。
  - 5月1日：上菅谷駅 - 磐城棚倉駅間及び上菅谷駅 - 常陸太田駅間において土休日にサイクルトレインの実証実験を10月17日までと11月27日 - 2022年3月27日に実施（当初9月26日までのところ期間延長。昼間の列車が対象。2021年10月から上菅谷駅 - 常陸太田駅間は終日全列車に拡大）[報道 8][報道 9]。

## 運行形態
2024年3月16日改正時点のダイヤでは、水戸駅 - 郡山駅間を全線通しで運行される列車は1日に5往復のみである（季節列車を除く。他に常陸大子駅で乗り換えとなる列車が下りに1本・上りに2本ある）。支線の常陸太田駅発着列車は朝夕を中心に水戸駅発着が設定されているが、日中や夜間は上菅谷駅 - 常陸太田駅間の支線内の往復運行となっており、1 - 2時間に1本ほどの運行である。早朝と深夜に上菅谷駅 - 常陸太田駅間に回送列車が設定されている。
全体的にはおよそ1 - 2時間に1本程度の運行であるが、水戸駅 - 上菅谷駅・常陸大宮駅間は1時間に1 - 2本運行されている。水戸駅 - 常陸大宮駅・常陸大子駅間と上菅谷駅 - 常陸太田駅間の区間運転の列車も多い。常陸大子駅 - 郡山駅間の本数は水郡線の中でも最も少なく、3 - 4時間ほど運行されない時間帯がある。2017年10月14日のダイヤ改正により、日中は水戸駅 - 常陸大宮駅間が1時間に1本、常陸大宮駅 - 常陸大子駅間が2時間に1本となった。
水戸駅 - 上菅谷駅間は、水戸駅 - 郡山方面の本線筋の列車のほかに、水戸駅 - 常陸太田駅間の支線方面の列車も走行するため、水郡線において列車密度が一番高い区間で、1時間に朝ラッシュ時は3本、日中は1本運行されている。
福島県の郡山側では、前述の全区間運行列車のほかに常陸大子駅 - 郡山駅間の区間列車が下り3本、上り2本（水戸行きに連絡）と途中の磐城石川駅で翌朝まで留置される磐城石川駅 - 郡山駅間の列車1往復がある。また、上りは夜21時台の郡山発磐城棚倉行きでそのまま留置され、翌朝6時過ぎに磐城棚倉発常陸大子行きとなる運用がある。日中時間帯に常陸大子駅 - 郡山駅間で1往復増発される日（土休日および沿線学校の変則時間割の日など）がある。
長らく土曜日も平日ダイヤでの運転であったが、2019年（平成31年）3月16日のダイヤ改正で土曜日は休日ダイヤに準ずるようになった。ただし、平日ダイヤは、夕方の水戸発常陸大宮行き列車が1本多いのみで、他の列車の時刻は全日共通である。これ以前は休日運休の常陸大宮駅発着列車が夕方に上下各1本（2019年のダイヤ改正で平日下りのみの運転となり土休日は廃止）あったほか、早朝の常陸大子発水戸行き列車が休日運休だった（2007年より毎日運転化）。
列車は1 - 4両編成で運行されており、ラッシュ時は3 - 4両編成が多い。また、列車によっては平日と土曜・休日で編成が異なる場合がある。水戸駅 - 常陸大子駅・常陸太田駅間は主に2 - 4両編成、常陸大子駅 - 郡山駅間は1 - 3両編成で運行されている。かつては5両編成も存在していた。
最終列車は周辺路線と比べると早く、水戸発の下りは水戸線（22時半の下館行き）を除く路線が23時台に設定されている中、常陸大子行き（上菅谷駅で常陸太田行きに接続）の22時半であったが、2017年10月14日のダイヤ改正で45分ほど繰り下げられ、23時台に常陸大宮行き列車が設定された。上り列車の水戸着は21時台で変わっていない。

### ワンマン運転
全区間でワンマン運転を実施しており、ワンマン列車は1両または2両編成で運行されるが、休日を中心に増結があり、時刻表に「ワンマン」と書かれていても実際はワンマンではなく車掌が乗務していることがある（ツーマン運転）。また、ワンマン列車でも車掌のネームプレートを付けた乗務員が乗車することがあるが、この場合、車掌は切符の販売、安全確認、乗り換え案内放送などを行い、ドアの開閉は運転士が担当する。車掌乗務のワンマン列車の場合、車両がワンマン運転が困難なぐらい混雑するとワンマン運転を取り止めることがある（旧来の車両はドアが片面に2つしかなく、そのドア付近に乗客が溜まりやすいのも一因であった）。この場合、取り止めた駅からは通常の列車と同じになりドア扱いを車掌が行うため、無人駅でもホーム側の全ドアが開くようになる。なお、中央のドアは、無人駅では乗降扱いを行わない。

### 臨時列車
春の行楽シーズンや秋の大子の紅葉シーズンには、臨時快速「ぶらり奥久慈号」やトロッコ列車の「風っこ」号などが運行される。
また、1990年代には常磐線松戸駅・我孫子駅から常陸大子駅までキハ40系やキハ58系を利用したホリデー快速が運転されたこともある。

### 過去の優等列車
以下の各急行列車が運行されていた。いずれも1966年まで準急列車。
- 1958年 - 1985年：急行「奥久慈」（上野駅 - 常陸太田駅・磐城石川駅間）
- 1964年 - 1968年：急行「久慈川」（上野駅 - 福島駅間）
- 1964年 - 1968年：急行「スカイライン」（水戸駅 - 福島駅間）

#### 年表
- 1958年（昭和33年）：上野駅 - 矢祭山駅間を運行する臨時準急列車として「奥久慈」運行開始。当初は週末に運行されていた。
- 1961年（昭和36年）
  - 3月：臨時列車ながら毎日運行される上野駅 - 磐城石川駅間運行の「奥久慈」を増発。
  - 10月1日：磐城石川駅発着の「奥久慈」を定期列車化。
- 1964年（昭和39年）
  - 5月1日：臨時列車の扱いながら福島駅直通列車として以下の準急列車の運行を開始する。
    - 「スカイライン」（水戸駅 - 福島駅間）
    - 「久慈川」（上野駅 - 磐城石川駅 - 福島駅間）

  - 10月1日：「スカイライン」「久慈川」定期列車化。また、「奥久慈」に常陸太田駅発着列車を併結開始。
- 1966年（昭和41年）3月5日：準急列車制度改変に伴い、「奥久慈」「スカイライン」「久慈川」急行列車に昇格。
- 1968年（昭和43年）10月1日：ヨンサントオダイヤ改正により、「スカイライン」廃止、「久慈川」は「奥久慈」に名称統合。
  - なお、旧「久慈川」の「奥久慈下り1号・上り2号」は郡山駅までの運行となる。また、この時点で全区間を通して急行として運転する列車はなくなり、途中の常陸大子駅より郡山方向は普通列車として運行される。
- 1983年（昭和58年）6月1日：「奥久慈」1往復廃止。「奥久慈」の急行列車区間が常磐線内のみとなる[35]。
- 1985年（昭和60年）3月14日：「奥久慈」が定期列車としては廃止。
  - 水郡線内停車駅（時期によって異なる）
    - 水戸駅 - 上菅谷駅 - 瓜連駅 - 常陸大宮駅 - 山方宿駅 - 西金駅 - 上小川駅 - 袋田駅 - 常陸大子駅 - 矢祭山駅 - 東館駅 - 磐城石井駅 - 磐城塙駅 - 磐城棚倉駅 - 磐城浅川駅 - 磐城石川駅 - 川東駅 - 安積永盛駅 - 郡山駅
    - 上菅谷駅 - 常陸太田駅間は普通列車

## 使用車両

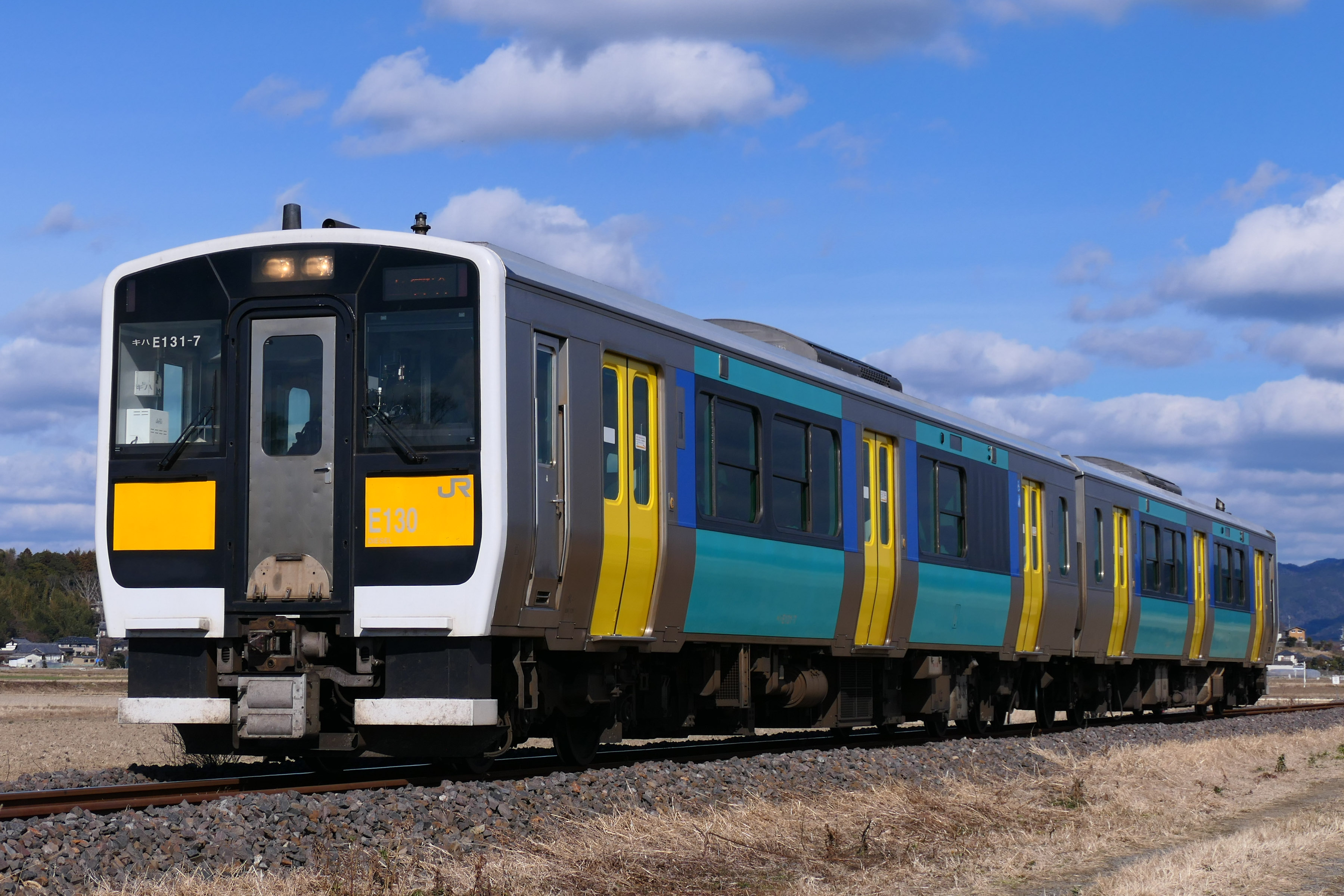
キハE130系（2020年10月8日・谷河原駅 - 河合駅）

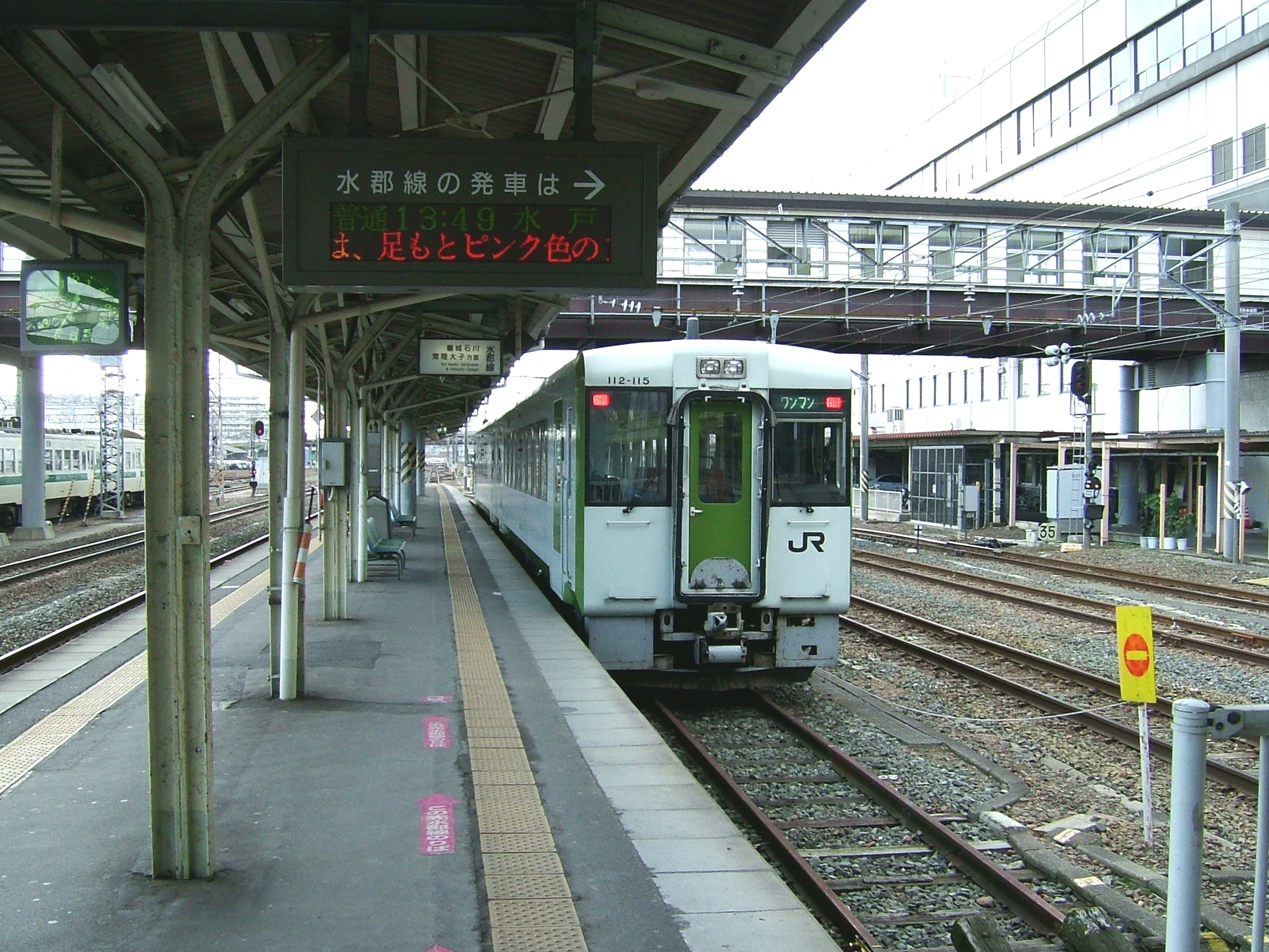
運用終了したキハ110系（2007年1月11日・郡山駅）

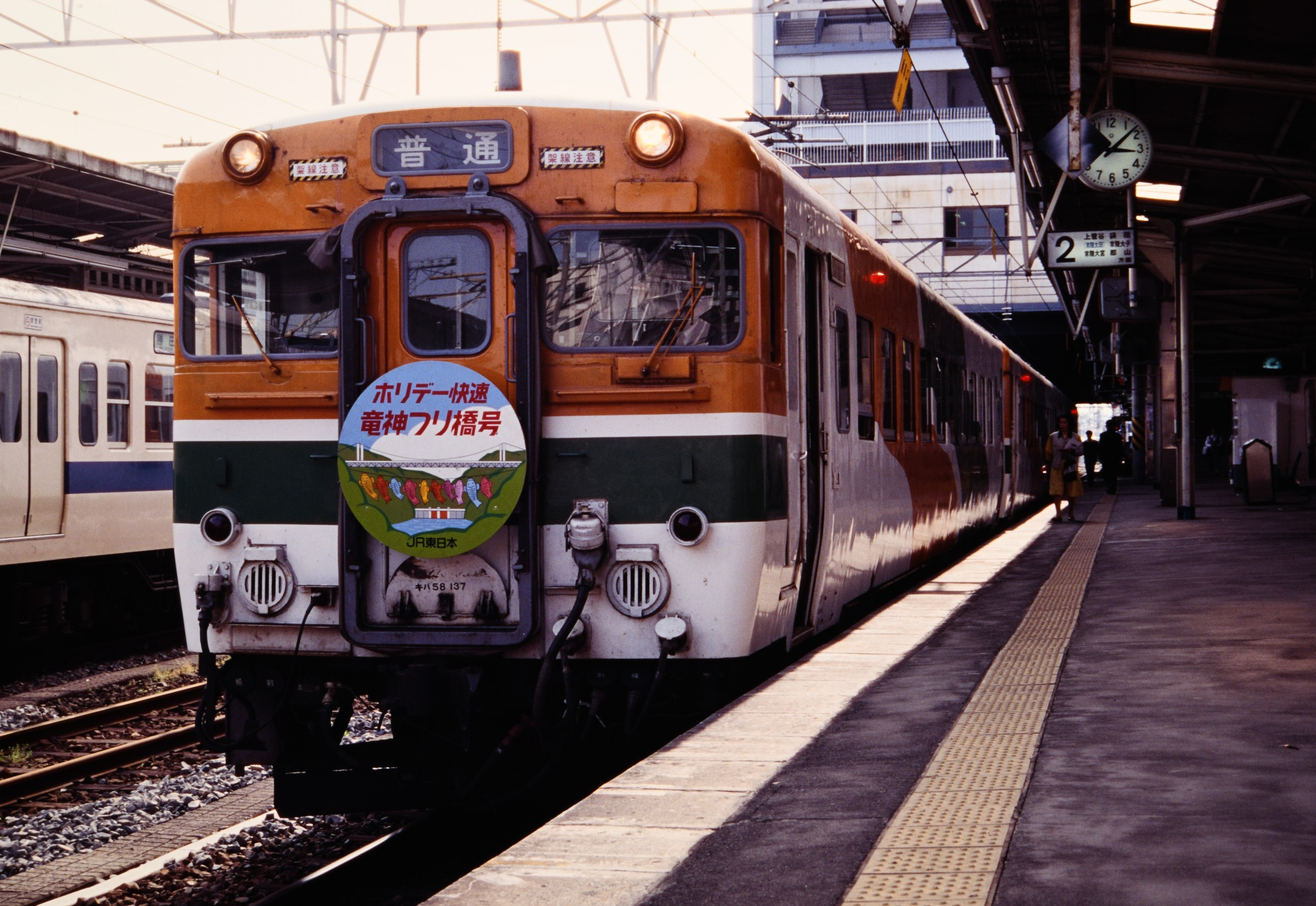
キハ58系「ホリデー快速竜神つり橋号」
（1995年5月3日 水戸駅）

### 現在
- キハE130系 - 水郡線統括センター（水スイ）所属

### 過去
- キハ110系（2007年9月12日までに運行終了）
1992年投入。この車両はドアが2つしかなく、特に朝の水戸口における混雑時の乗降に時間がかかり、しばしば遅延が発生していたため、2007年からキハE130系への置き換えが進められ、主に盛岡地区の山田線や岩泉線、花輪線をはじめとする路線に転属した。同年8月18日からは、「ありがとう110系」の特製ヘッドマークを先頭車の前面に装着して運転されていた。
- キハ40・47・48
キハ40とキハ48には比較的に早く冷房が取り付けられた。
- キハ58系
国鉄時代は準急・急行にも運用。冷房付きで当線だけでなく水戸鉄道管理局（JR発足後は水戸支社）管内の冷房化に貢献した。晩年は気仙沼線に転属して快速「南三陸」の冷房化に貢献した。
- キハ45系
- キハ35系
- キハ20系
- DE10形ディーゼル機関車
- 旧形客車

蒸気機関車時代は水戸機関区の8700形や8620形が客貨列車牽引に使用されていたが、1960年にDD13形ディーゼル機関車が投入された。しかし同形式は客車暖房用の蒸気発生装置を持っていないため、大正末年製造の古参暖房車 ホヌ30形も水戸に配属され、冬季は機関車の次位に連結されていた。これでは無煙化の意味がなくなるため、1971年頃にDE10形へ代替され、暖房車も廃車された。

## 沿線概況

### 水戸 - 上菅谷間
水戸駅を出ると、すぐに常磐線から分岐して北上する。この直後、台地を抜ける切り通しは水戸城の空堀を利用したものである。
この区間は水戸市のベッドタウンであり、住宅地と農地が混在する平地を走行する。比較的こまめに駅が設置されており、駅間距離は1-2kmと短めの区間が続く。ほぼ国道349号と並行している。ただし、水郡線は旧道に沿って建設されたため、後から開通したバイパス道路からは離れており、バイパス沿線に多いロードサイド店等の利用には難がある（これは常陸大宮市の国道118号バイパスについても同様のことが言える）。このため、折からの利用者減も相まって水郡線沿線周辺の空洞化が課題となっている。また、当区間以北も含め駅に通ずる道路が狭いところも多い。なお、国道6号および常磐線まで5km強程度と比較的近くを走る地域もある。

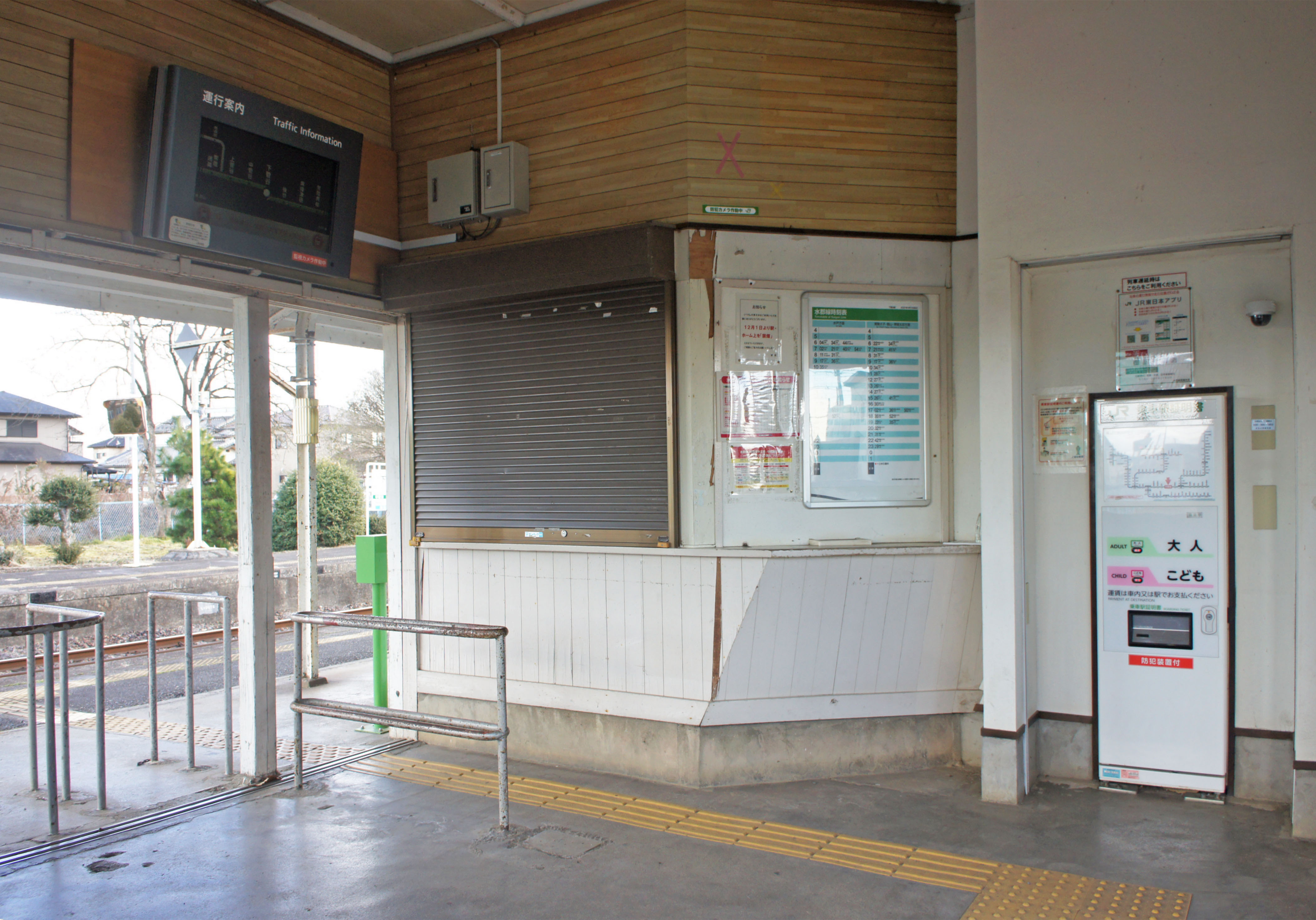
簡易自動券売機が乗車駅証明書発行機へと置き換えられた下菅谷駅のコンコース（2021年12月）

水戸駅と上菅谷駅以外の駅はすべて無人駅である。かつてはこの区間の駅すべてに簡易自動券売機が設置されていた。しかし、後にすべて乗車駅証明書発行機に置き換えられている。
上菅谷駅は水郡線の途中駅において乗車人員が3位（2010年度）となっており、本数が減る常陸太田駅や常陸大宮駅より少ない。
水戸駅 - 常陸青柳駅間の那珂川橋梁は過去の堤防が低い時代に架橋されたため、堤防を掘り下げた構造となっている。大雨の影響で那珂川が増水した場合は防水門で橋梁が封鎖され運休になりやすい。また那珂川橋梁が増水した河川の流れを阻害しているため、洪水・老朽化対策として隣接する水府橋と共に2011年4月10日完成予定で架け替え工事が行われていた。しかし、同年3月11日に発生した東北地方太平洋沖地震（東日本大震災）の影響で水郡線も不通となり、旧橋梁・新橋梁共に損壊を受けたために予定が変更され、線路を新橋梁経由に切り替えて同年4月15日に復旧した。

### 上菅谷 - 常陸太田間
上菅谷駅で郡山方面と常陸太田方面に分岐する。常陸太田方面は太田支線・太田線などとも呼ばれているが、歴史的にはこちらの方が古く、上菅谷駅からは直進するルートとなっており、引き続き国道349号とほぼ並走する。
主に朝夕の通勤・通学時間帯は水戸駅 - 常陸太田駅間の直通列車が運行されるが、それ以外の時間帯は上菅谷駅 - 常陸太田駅間の運行となり、水戸駅へ向かう際は上菅谷駅で乗り換える必要がある。
上菅谷駅 - 常陸太田駅間は、上下列車が行き違いできる交換設備を持つ駅がなく、終着の常陸太田駅も1面1線の構造であり、この区間には上下列車合わせて1本の列車しか入線できない。そのため朝夕の通勤・通学時間帯を含めて、1時間に1本の本数に留まる（昼間は約2時間空く時間帯もある）。この区間は主に農地が目立ち、駅周辺に小さな集落が広がるのみで、途中駅の利用者は多くない。ほとんどの利用者は常陸太田駅に集中しているが、常陸太田駅は水郡線のみが発着する駅としては乗車人員が1位（2010年度）であるため、水戸駅 - 常陸太田駅間の旅客輸送は水郡線の営業収入において大きな位置を占めている。特に日立電鉄が廃止された後は、常陸太田市街への唯一の鉄道路線となっている。

### 上菅谷 - 常陸大子間
上菅谷駅 - 常陸大宮駅間は水戸の近郊区間としての特色が強く、1時間に1本程度の本数が設定されている。農地が目立つが、駅周辺は住宅地が集積している。上菅谷駅から西方に分岐し、茨城県道31号瓜連馬渡線に沿うように旧瓜連町方面に進み、瓜連駅付近からは国道118号と並行する。常陸大宮駅は水郡線における水戸近郊圏の北限で、途中駅において乗車人員が2位（2010年度）である。
常陸大宮駅より先は、久慈川と並行して八溝山地に分け入るように進み、勾配・カーブの連続で山岳路線の雰囲気が色濃くなる。沿線の至る所で久慈川と交差する箇所があり、車窓に川面が映る場面が多い。沿線人口も希薄となるため、各駅の乗車人員はかなり少なくなる。
沿線、特に大子町には日本三名瀑の一つである「袋田の滝」や、奥久慈温泉郷、八溝山などの観光スポットが多くあり、沿線住民の利用者に加えて観光での利用者も多い。そのため常陸大宮駅 - 常陸大子駅間も1-2時間に1本ほどの列車が設定されており、水戸市への通勤・通学が可能な圏内の北限とされる。

### 常陸大子 - 郡山間
八溝山地と阿武隈高地の間を走行する。山地を走行するが、一般的な山岳鉄道とは異なり、トンネルは少ない。山間部を縫う様に走行するため、制限速度55km/h - 70km/h程の曲線が多く存在する。磐城石川駅より先は東北本線と2 - 5kmほどの距離を置いて並走する形態となるが、両線の間に流れる阿武隈川によって利用者の棲み分けができている。沿線の途中に福島空港があるが、最寄り駅から空港への路線バスが設定されていないことや、空港の利用者数が極端に少ないこと、この区間の水郡線の本数が少ないこともあって、水郡線は福島空港へのアクセス路線の機能は担っていない。水郡線の終点は安積永盛駅であるが、すべての列車が東北本線に直通し郡山駅まで運行される。

## 駅一覧
- 本線、支線とも全列車が普通列車（すべての駅に停車）。
- 線路（水郡線内は全線単線） … ◇・∨・∧：列車交換可、｜：列車交換不可、||：複線（東北本線内）

### 本線
便宜上、安積永盛側の全列車が直通する東北本線郡山駅までの区間を記載。なお、東北本線内の貨物駅は省略。
- ＊：西金駅は、1面1線の旅客ホームのほかに側線（主に砂利〈砕石〉輸送の工事用列車用）があり閉塞境界になっている。

| 路線名   | 駅名       | 営業キロ | 営業キロ                                                                             | 接続路線                                                            | 線路 | 所在地 | 所在地        | 所在地        |
| 路線名   | 駅名       | 駅間     | 累計                                                                                 | 接続路線                                                            | 線路 | 所在地 | 所在地        | 所在地        |
| -------- | ---------- | -------- | ------------------------------------------------------------------------------------ | ------------------------------------------------------------------- | ---- | ------ | ------------- | ------------- |
| 水郡線   | 水戸駅     | -        | 0.0                                                                                  | 東日本旅客鉄道：■常磐線（上野東京ライン） 鹿島臨海鉄道：■大洗鹿島線 | ∨    | 茨城県 | 水戸市        | 水戸市        |
| 水郡線   | 常陸青柳駅 | 1.9      | 1.9                                                                                  |                                                                     | ◇    | 茨城県 | ひたちなか市  | ひたちなか市  |
| 水郡線   | 常陸津田駅 | 2.2      | 4.1                                                                                  |                                                                     | ｜   | 茨城県 | ひたちなか市  | ひたちなか市  |
| 水郡線   | 後台駅     | 2.4      | 6.5                                                                                  |                                                                     | ｜   | 茨城県 | 那珂市        | 那珂市        |
| 水郡線   | 下菅谷駅   | 1.3      | 7.8                                                                                  |                                                                     | ◇    | 茨城県 | 那珂市        | 那珂市        |
| 水郡線   | 中菅谷駅   | 1.2      | 9.0                                                                                  |                                                                     | ｜   | 茨城県 | 那珂市        | 那珂市        |
| 水郡線   | 上菅谷駅   | 1.1      | 10.1                                                                                 | 東日本旅客鉄道：水郡線支線（常陸太田方面）                          | ◇    | 茨城県 | 那珂市        | 那珂市        |
| 水郡線   | 常陸鴻巣駅 | 3.3      | 13.4                                                                                 |                                                                     | ｜   | 茨城県 | 那珂市        | 那珂市        |
| 水郡線   | 瓜連駅     | 3.3      | 16.7                                                                                 |                                                                     | ◇    | 茨城県 | 那珂市        | 那珂市        |
| 水郡線   | 静駅       | 1.4      | 18.1                                                                                 |                                                                     | ｜   | 茨城県 | 那珂市        | 那珂市        |
| 水郡線   | 常陸大宮駅 | 5.3      | 23.4                                                                                 |                                                                     | ◇    | 茨城県 | 常陸大宮市    | 常陸大宮市    |
| 水郡線   | 玉川村駅   | 5.4      | 28.8                                                                                 |                                                                     | ◇    | 茨城県 | 常陸大宮市    | 常陸大宮市    |
| 水郡線   | 野上原駅   | 3.7      | 32.5                                                                                 |                                                                     | ｜   | 茨城県 | 常陸大宮市    | 常陸大宮市    |
| 水郡線   | 山方宿駅   | 2.7      | 35.2                                                                                 |                                                                     | ◇    | 茨城県 | 常陸大宮市    | 常陸大宮市    |
| 水郡線   | 中舟生駅   | 2.7      | 37.9                                                                                 |                                                                     | ｜   | 茨城県 | 常陸大宮市    | 常陸大宮市    |
| 水郡線   | 下小川駅   | 2.8      | 40.7                                                                                 |                                                                     | ◇    | 茨城県 | 常陸大宮市    | 常陸大宮市    |
| 水郡線   | 西金駅     | 3.4      | 44.1                                                                                 |                                                                     | ＊   | 茨城県 | 久慈郡 大子町 | 久慈郡 大子町 |
| 水郡線   | 上小川駅   | 3.2      | 47.3                                                                                 |                                                                     | ◇    | 茨城県 | 久慈郡 大子町 | 久慈郡 大子町 |
| 水郡線   | 袋田駅     | 4.5      | 51.8                                                                                 |                                                                     | ｜   | 茨城県 | 久慈郡 大子町 | 久慈郡 大子町 |
| 水郡線   | 常陸大子駅 | 3.8      | 55.6                                                                                 |                                                                     | ◇    | 茨城県 | 久慈郡 大子町 | 久慈郡 大子町 |
| 水郡線   | 下野宮駅   | 6.4      | 62.0                                                                                 |                                                                     | ｜   | 茨城県 | 久慈郡 大子町 | 久慈郡 大子町 |
| 水郡線   | 矢祭山駅   | 4.9      | 66.9                                                                                 |                                                                     | ｜   | 福島県 | 東白川郡      | 矢祭町        |
| 水郡線   | 東館駅     | 4.1      | 71.0                                                                                 |                                                                     | ◇    | 福島県 | 東白川郡      | 矢祭町        |
| 水郡線   | 南石井駅   | 2.8      | 73.8                                                                                 |                                                                     | ｜   | 福島県 | 東白川郡      | 矢祭町        |
| 水郡線   | 磐城石井駅 | 1.1      | 74.9                                                                                 |                                                                     | ｜   | 福島県 | 東白川郡      | 矢祭町        |
| 水郡線   | 磐城塙駅   | 6.4      | 81.3                                                                                 |                                                                     | ◇    | 福島県 | 東白川郡      | 塙町          |
| 水郡線   | 近津駅     | 5.1      | 86.4                                                                                 |                                                                     | ｜   | 福島県 | 東白川郡      | 棚倉町        |
| 水郡線   | 中豊駅     | 2.4      | 88.8                                                                                 |                                                                     | ｜   | 福島県 | 東白川郡      | 棚倉町        |
| 水郡線   | 磐城棚倉駅 | 1.7      | 90.5                                                                                 |                                                                     | ◇    | 福島県 | 東白川郡      | 棚倉町        |
| 水郡線   | 磐城浅川駅 | 6.5      | 97.0                                                                                 |                                                                     | ｜   | 福島県 | 石川郡        | 浅川町        |
| 水郡線   | 里白石駅   | 3.0      | 100.0                                                                                |                                                                     | ｜   | 福島県 | 石川郡        | 浅川町        |
| 水郡線   | 磐城石川駅 | 5.3      | 105.3                                                                                |                                                                     | ◇    | 福島県 | 石川郡        | 石川町        |
| 水郡線   | 野木沢駅   | 4.8      | 110.1                                                                                |                                                                     | ｜   | 福島県 | 石川郡        | 石川町        |
| 水郡線   | 川辺沖駅   | 2.5      | 112.6                                                                                |                                                                     | ｜   | 福島県 | 石川郡        | 玉川村        |
| 水郡線   | 泉郷駅     | 2.7      | 115.3                                                                                |                                                                     | ｜   | 福島県 | 石川郡        | 玉川村        |
| 水郡線   | 川東駅     | 6.9      | 122.2                                                                                |                                                                     | ｜   | 福島県 | 須賀川市      | 須賀川市      |
| 水郡線   | 小塩江駅   | 3.8      | 126.0                                                                                |                                                                     | ｜   | 福島県 | 須賀川市      | 須賀川市      |
| 水郡線   | 谷田川駅   | 2.9      | 128.9                                                                                |                                                                     | ◇    | 福島県 | 郡山市        | 郡山市        |
| 水郡線   | 磐城守山駅 | 3.2      | 132.1                                                                                |                                                                     | ｜   | 福島県 | 郡山市        | 郡山市        |
| 水郡線   | 安積永盛駅 | 5.4      | 137.5                                                                                | 東日本旅客鉄道：■東北本線（新白河方面）                             | ∧    | 福島県 | 郡山市        | 郡山市        |
| 東北本線 | 安積永盛駅 | 5.4      | 137.5                                                                                | 東日本旅客鉄道：■東北本線（新白河方面）                             | ∧    | 福島県 | 郡山市        | 郡山市        |
| 郡山駅   | 4.9        | 142.4    | 東日本旅客鉄道： 東北新幹線・山形新幹線・■東北本線（福島方面）・■磐越東線・■磐越西線 | \|\|                                                                |      | 福島県 | 郡山市        | 郡山市        |

2022年度の時点で、JR東日本自社による乗車人員集計の対象駅は、水戸駅・上菅谷駅・瓜連駅・常陸大宮駅・玉川村駅・山方宿駅・上小川駅・袋田駅・常陸大子駅・東館駅・磐城塙駅・磐城浅川駅・磐城石川駅・安積永盛駅・郡山駅である。それ以外の駅は完全な無人駅（年度途中で無人となった駅を含む）のため集計対象から外されている。

### 常陸太田支線
- 列車交換は上菅谷駅のみ可能。
- 全駅茨城県内に所在。

| 駅名       | 営業キロ | 営業キロ | 接続路線                       | 所在地     |
| 駅名       | 駅間     | 累計     | 接続路線                       | 所在地     |
| ---------- | -------- | -------- | ------------------------------ | ---------- |
| 上菅谷駅   | -        | 0.0      | 東日本旅客鉄道：水郡線（本線） | 那珂市     |
| 南酒出駅   | 2.5      | 2.5      |                                | 那珂市     |
| 額田駅     | 1.1      | 3.6      |                                | 那珂市     |
| 河合駅     | 3.1      | 6.7      |                                | 常陸太田市 |
| 谷河原駅   | 1.5      | 8.2      |                                | 常陸太田市 |
| 常陸太田駅 | 1.3      | 9.5      |                                | 常陸太田市 |

2022年度の時点で、JR東日本自社による乗車人員集計の対象駅は、上菅谷駅と常陸太田駅である。途中駅は完全な無人駅のため集計対象から外されている。

### 廃駅
括弧内は起点（水戸駅）からの営業キロ。
- 常陸中里駅：常陸鴻巣駅 - 瓜連駅間 (15.7km)
- 常陸村田駅：静駅 - 常陸大宮駅間 (20.4km)

### 過去の接続路線
- 磐城棚倉駅：白棚線 - 1944年12月11日休止
- 常陸太田駅：日立電鉄線（常北太田駅） - 2005年4月1日廃止

## 利用状況

### 平均通過人員
各年度の平均通過人員は以下のとおりである。
| 年度                   | 平均通過人員（人/日） | 平均通過人員（人/日） | 平均通過人員（人/日） | 平均通過人員（人/日） | 平均通過人員（人/日） | 平均通過人員（人/日） | 出典   |
| 年度                   | 全線                  | 水戸‐常陸大宮         | 常陸大宮-常陸大子     | 常陸大子-磐城塙       | 磐城塙‐安積永盛       | 上菅谷－常陸太田      | 出典   |
| ---------------------- | --------------------- | --------------------- | --------------------- | --------------------- | --------------------- | --------------------- | ------ |
| 1987年度（昭和62年度） | 2,762                 | 7,921                 | 2,458                 | 788                   | 1,608                 | 3,233                 | [ 39 ] |
| 2011年度（平成23年度） | 1,754                 | 5,635                 | 1,155                 | 236                   | 1,060                 | 2,439                 | [ 39 ] |
| 2012年度（平成24年度） | 1,803                 | 5,813                 | 1,143                 | 262                   | 1,090                 | 2,554                 | [ 39 ] |
| 2013年度（平成25年度） | 1,838                 | 5,949                 | 1,108                 | 282                   | 1,114                 | 2,669                 | [ 39 ] |
| 2014年度（平成26年度） | 1,743                 | 5,648                 | 1,031                 | 266                   | 1,038                 | 2,698                 | [ 39 ] |
| 2015年度（平成27年度） | 1,739                 | 5,621                 | 1,021                 | 263                   | 1,049                 | 2,688                 | [ 39 ] |
| 2016年度（平成28年度） | 1,720                 | 5,557                 | 1,010                 | 253                   | 1,052                 | 2,603                 | [ 40 ] |
| 2017年度（平成29年度） | 1,697                 | 5,478                 | 1,001                 | 236                   | 1,043                 | 2,573                 | [ 40 ] |
| 2018年度（平成30年度） | 1,666                 | 5,399                 | 965                   | 209                   | 1,018                 | 2,628                 | [ 40 ] |
| 2019年度（令和元年度） | 1,558                 | 5,127                 | 830                   | 152                   | 952                   | 2,540                 | [ 40 ] |
| 2020年度（令和02年度） | 1,276                 | 4,261                 | 608                   | 109                   | 796                   | 2,184                 | [ 40 ] |
| 2021年度（令和03年度） | 1,295                 | 4,278                 | 670                   | 139                   | 819                   | 2,002                 | [ 41 ] |
| 2022年度（令和04年度） | 1,334                 | 4,476                 | 720                   | 143                   | 811                   | 1,996                 | [ 41 ] |
| 2023年度（令和05年度） | 1,386                 | 4,625                 | 802                   | 147                   | 839                   | 1,975                 | [ 42 ] |

### 収支・営業係数
2019年度（令和元年度）の平均通過人員が2,000人/日未満の線区（常陸大宮駅 - 常陸大子駅間、常陸大子駅 - 磐城塙駅間、磐城塙駅 - 安積永盛駅間）の各年度の収支（運輸収入、営業費用）、営業係数、収支率は以下のとおりである。▲はマイナスを意味する。
| 年度                   | 収支（百万円） | 収支（百万円） | 収支（百万円） | 営業 係数 （円） | 収支率 | 出典        |
| 年度                   | 運輸 収入      | 営業 費用      | 計             | 営業 係数 （円） | 収支率 | 出典        |
| ---------------------- | -------------- | -------------- | -------------- | ---------------- | ------ | ----------- |
| 2019年度（令和元年度） | 82             | 1,292          | ▲1,210         | 1,571            | 6.4%   | [ 報道 11 ] |
| 2020年度（令和02年度） | 50             | 1,192          | ▲1,141         | 2,349            | 4.3%   | [ 報道 11 ] |
| 2021年度（令和03年度） | 61             | 1,346          | ▲1,285         | 2,205            | 4.5%   | [ 報道 12 ] |
| 2022年度（令和04年度） | 69             | 1,301          | ▲1,232         | 1,873            | 5.3%   | [ 報道 13 ] |

| 年度                   | 収支（百万円） | 収支（百万円） | 収支（百万円） | 営業 係数 （円） | 収支率 | 出典        |
| 年度                   | 運輸 収入      | 営業 費用      | 計             | 営業 係数 （円） | 収支率 | 出典        |
| ---------------------- | -------------- | -------------- | -------------- | ---------------- | ------ | ----------- |
| 2019年度（令和元年度） | 10             | 512            | ▲502           | 5,033            | 2.0%   | [ 報道 11 ] |
| 2020年度（令和02年度） | 6              | 488            | ▲482           | 8,043            | 1.2%   | [ 報道 11 ] |
| 2021年度（令和03年度） | 8              | 449            | ▲441           | 5,258            | 1.9%   | [ 報道 12 ] |
| 2022年度（令和04年度） | 9              | 539            | ▲530           | 5,776            | 1.7%   | [ 報道 13 ] |

| 年度                   | 収支（百万円） | 収支（百万円） | 収支（百万円） | 営業 係数 （円） | 収支率 | 出典        |
| 年度                   | 運輸 収入      | 営業 費用      | 計             | 営業 係数 （円） | 収支率 | 出典        |
| ---------------------- | -------------- | -------------- | -------------- | ---------------- | ------ | ----------- |
| 2019年度（令和元年度） | 139            | 1,143          | ▲1,004         | 820              | 12.2%  | [ 報道 11 ] |
| 2020年度（令和02年度） | 96             | 1,098          | ▲1,002         | 1,137            | 8.8%   | [ 報道 11 ] |
| 2021年度（令和03年度） | 110            | 1,002          | ▲892           | 908              | 11.0%  | [ 報道 12 ] |
| 2022年度（令和04年度） | 115            | 1,207          | ▲1,091         | 1,045            | 9.6%   | [ 報道 13 ] |